# Семёнова, Екатерина Тенгизовна
Екатери́на Тенги́зовна Семёнова (род. 18 апреля 1971, пгт. Монино, Щёлковский район, Московская область, РСФСР, СССР) — советская и российская актриса театра и кино.

## Биография
Екатерина Семёнова родилась 18 апреля 1971 года в посёлке городского типа Монино Московской области, в семье кинематографистов.
Отец — Тенгиз Семёнов, советский и российский кинорежиссёр-документалист, продюсер, сценарист, лауреат Ленинской премии СССР, заслуженный деятель искусств Российской Федерации, основатель и генеральный директор киновидеостудии «Анимос». Мать — Наталья Орлова, советский и российский режиссёр-мультипликатор, художник-постановщик, художник-мультипликатор, лауреат Государственной премии СССР.
Когда Екатерине было 7 лет, её мать использовала её образ в качестве модели для Алисы Селезнёвой, главной героини мультфильма «Тайна третьей планеты», на съёмках которого она работала художником-постановщиком.  
С одиннадцати лет Екатерина занималась в театральной студии. В 1988 году, перед окончанием средней школы, успешно прошла все три тура прослушивания и поступила в Школу-студию МХАТ. Со второго курса обучения уже играла главную роль в спектакле «Ундина» по пьесе Жана Жироду на сцене Московского Художественного театра имени А. П. Чехова и роль Ирины в спектакле «Три сестры» по пьесе А. П. Чехова в театре «Современник».
В 1992 году окончила актёрский факультет Школы-студии МХАТ (курс Ивана Михайловича Тарханова), после чего была принята в труппу Московского  театра «Современник».
С 2001 года служила в Московском Художественном театре имени А. П. Чехова (МХТ имени А. П. Чехова).
Сотрудничала с Московским театром-студией под руководством Олега Табакова.
В 2003 году принимала участие в четвёртом сезоне телевизионного реалити-шоу «Последний герой». В 2006 году недолгое время была ведущей реалити-шоу «Формула красоты» на «Первом канале».
С начала 1990-х годов по настоящее время снимается в художественных фильмах и телесериалах.

### Личная жизнь
В разное время спутниками Екатерины Семёновой были Антон Табаков, бизнесмен Илья Медков, Алексей Макаров.
Актриса была замужем вторым браком за бизнесменом Леонидом (поженились в 2008 году, развелись в 2013 году). Двое детей: сын Никита (род. 1991) от романа с Антоном Табаковым и дочь Мария (род. 1997) от первого официального брака с «мультимиллиардером» Кириллом Сигалом.

## Творчество

### Роли в театре

#### Московский Художественный театр имени А. П. Чехова (МХТ имени А. П. Чехова)
- 1990 — «Ундина» по одноимённой пьесе Жана Жироду (режиссёр — Николай Скорик; премьера спектакля — 24 марта 1990 года) — Ундина[1]
- 2001 — «Антигона» по одноимённой пьесе Жана Ануя (режиссёр-постановщик — Темур Чхеидзе; премьера спектакля — 29 сентября 2001 года) — Исмена[7]
- 2002 — «Священный огонь» по пьесе Сомерсета Моэма (режиссёр — Светлана Врагова; премьера спектакля — 15 января 2002 года) — Стелла Тэбрет[8]
- 2002 — «Утиная охота» по одноимённой пьесе А. В. Вампилова (режиссёр — Александр Марин; премьера спектакля — 7 мая 2002 года) — Вера, продавщица, давняя любовница Виктора Зилова[9]

#### Московский театр «Современник»
- 1990 — «Три сестры» по одноимённой пьесе А. П. Чехова (постановка — Галина Волчек) — Ирина, сестра Андрея Сергеевича Прозорова / Наталья Ивановна, невеста и затем жена Андрея Сергеевича Прозорова
- «Вишнёвый сад» по одноимённой пьесе А. П. Чехова (постановка — Галина Волчек) — Аня, дочь помещицы Раневской
- «Звёзды на утреннем небе» по одноимённой пьесе Александра Галина (постановка — Галина Волчек) — Мария
- «Четыре строчки для дебютантки» по пьесе Жана Ануя (постановка — Александр Савостьянов) — Коломба
- «Анфиса» по одноимённой пьесе Леонида Андреева (постановка — Галина Волчек) — Ниночка, младшая сестра Анфисы и Александры

#### Московский театр-студия под руководством Олега Табакова
- 1997 — «Сублимация любви» по одноимённой пьесе Альдо де Бенедетти (режиссёр — Александр Марин; премьера спектакля — 20 мая 1997 года)[10] —
- 2003 — «Аркадия» по одноимённой пьесе Тома Стоппарда (режиссёр — Александр Марин) — леди Крум, мать Томасины Каверли, властная хозяйка поместья[11]

### Фильмография
1. 1987 — Мужские портреты — Сереброва, ученица Алексея Юрьева
2. 1989 — Лестница — любопытная гостья
3. 1992 — Увидеть Париж и умереть — Катя
4. 1992—1994 — Горячев и другие — Оксана Ромашко
5. 1992 — Одна на миллион — дочь Марии Фёдоровны
6. 1993 — Пленники удачи — Маша
7. 1993 — Грешница в маске (Украина, Германия, США) — Джессика
8. 1999 — Президент и его внучка — невестка (в титрах Екатерина Сигал)
9. 2002 — Две судьбы — Вера, подруга Лиды, единственная любовь Степана Розанова
10. 2004 — Две судьбы 2. Голубая кровь — Вера Петровна Розанова, жена Степана
11. 2004 — Игра на выбывание — Татьяна Вавилова, телеведущая
12. 2004 — Граф Крестовский — Светлана
13. 2005 — Убойная сила 6 (фильм № 7 «Выгодный жених») — Надежда Соколова
14. 2005 — Две судьбы 3. Золотая клетка — Вера Петровна Розанова, жена Степана
15. 2005 — Банкирши — Тамара, менеджер крупного банка, старшая сестра Анны, сводная сестра Надежды
16. 2006 — Счастье по рецепту — Маша, лучшая подруга Эллы Якушевой
17. 2006 — Конец света — Виктория Гольдберг
18. 2007 — Чужие тайны — Татьяна Ивановна Кулик, старший следователь по особо важным делам районной прокуратуры, младший советник юстиции
19. 2007 — Так бывает — Кира
20. 2007 — Психопатка — Эля, подруга Анны
21. 2007 — Любовь на острие ножа — Катя Логинова
22. 2008 — Две судьбы 4. Новая жизнь — Вера Петровна Розанова, жена Степана, старшая сестра Варвары Никитиной, мать Светланы Юсуповой, бабушка Петра, Ольги и Надежды Юсуповых
23. 2008 — Когда не хватает любви — Тамара Викторовна
24. 2008 — Убийство в дачный сезон — Ульяна Тарасова
25. 2008 — Монтекристо — Юлия Медведева, личный психолог Ольги Орловой
26. 2008 — Дар Божий — Марина Вороновская
27. 2008 — Встречная полоса — Полина Чистякова, преуспевающая бизнесвумен
28. 2009 — Дикий — Ольга Сергеевна, классный руководитель Дуси Диченко
29. 2009 — Журов (фильм № 5 «Курортный роман») — Елена Андреевна Селезнёва, врач в санатории
30. 2009 — Хранитель — Анна Васильевна, директор детского дома
31. 2010 — Дело Крапивиных (фильм № 3 «Магический кристалл») — Виолетта Новак, гадалка, мать Артура Новака
32. 2009 — Варвара — Дубрава, мать Варвары
33. 2010 — Робинзон — Лидия Балаян, мать Серёги Балаяна
34. 2010 —2011 — Маруся — Маргарита Юрьевна
35. 2011 — Дикий 2 — Ольга Сергеевна, классный руководитель Дуси Диченко
36. 2011 — Сердца бумеранг —
37. 2011 — Группа счастья (серия № 8) — Мария Сергеевна, клиентка компании по оказанию психологической помощи «Группа счастья»
38. 2011 — Дальнобойщики 3 (серия № 8 «Два плюс три») — Тамара, главный бухгалтер крупной корпорации
39. 2012 — Лесник (фильм № 29 «Коварство») — Людмила Лобова, жена Андрея Лобова, мать Егора Лобова
40. 2012 — Любовь не делится на два — Раиса, жена Глеба
41. 2013 — Шесть соток счастья — Наталья Воробьёва
42. 2014 — Петрович (фильм № 6 «Мать») — Римма Калинина, жена Виктора Калинина
43. 2014 — Отпуск летом — Ольга Владимировна Семёнова, главный врач
44. 2014 — Взгляд из вечности — Зинаида Васильевна Головина, мать Любы и Тамары
45. 2014 — Мама в законе — Надежда Терентьева, жена генерала Владимира Петровича Терентьева
46. 2014 — Поздние цветы — Маргарита Фёдоровна (Марго), пластический хирург, подруга Софьи
47. 2014 — Половинки невозможного — Ирина Каменецкая, бизнес-леди
48. 2015 — Избранница (Украина) — Тамара, мать Игоря Соколова
49. 2015 — Родина — жена сослуживца Алексея Брагина
50. 2015 — Не пара — Маргарита Артёмова, адвокат
51. 2015 — Соната для Веры — Наталья Владимировна Данилова, юрисконсульт
52. 2015 — Средство от разлуки — Светлана Викторовна, директор детского дома
53. 2016 — Вечное свидание — Лидия, тётя Маруси
54. 2016 — Подмена — Людмила Сергеевна, бизнес-леди, любовница Анатолия
55. 2016 — Выйти замуж за Пушкина — Лидия Петровна Сазонова, мать Елены
56. 2016 — Больше, чем врач — Людмила Александровна Корнеева, участковый врач
57. 2017 — Наживка для ангела — Татьяна Сергеевна Ильина, мать Дарьи Пантелеевой
58. 2017 — Русское краткое. Выпуск № 4 (фильм «Африка») — Диана
59. 2017 — Золотце — Нина
60. 2017 — Чисто московские убийства — Татьяна
61. 2017 — Короткие волны — Катя
62. 2017 — Мама Лора — Елена, сестра Ларисы (Лоры) Орловой
63. 2018 — Тот, кто читает мысли (Менталист) (серия № 10 «Смертельная вечеринка») — Валентина, хозяйка фитнес-клуба, мать Риты, подруга убитой бизнесвумен Ларисы Михеевой
64. 2018 — Ищейка 2 (серия № 12) — мать пропавшей девочки-аутистки Альбины Изотовой и Андрея Изотова
65. 2018—2020 — Московские тайны — Вяземская, мать сотрудника следственного комитета Анастасии Вяземской
66. 2018 — Надломленные души — Лидия Константиновна, балетмейстер, главный хореограф «Русского балетного театра имени Авдотьи Истоминой»
67. 2018 — Путешествие к центру души (Украина) — Галина Аркадьевна Каменецкая, мать Максима, жена профессора Каменецкого
68. 2018 — Благими намерениями — Нина Ильинична Стасова,  одноклассница Дмитрия Фёдорова, приёмная мать Саши Фёдорова
69. 2018 — Дожить до любви — Татьяна Викторовна Волохина, мать Лизы Волковой
70. 2018 — Ничто не случается дважды (Украина) — Жанна Потехина, мать Юрия
71. 2019 — Чисто московские убийства 2 — Татьяна
72. 2019 — Мёртвое озеро — Екатерина Кобрина
73. 2019 — Дипломат — Маргарита Васильевна, бывшая жена дипломата Петра Лучникова, мать Никиты
74. 2019 — Озноб — Елена, бывшая жена Егора
75. 2019 — Признаки Замоскворечья — Ермакова, клиент авторского ателье «Надежда Реух»
76. 2019 — Женская версия. Романтик из СССР — Галина Павловна Рудникова, любовница инструктора Общего отдела ЦК КПСС Льва Гришукова
77. 2020 — Агентство О. К. О. — Екатерина Симонова, клиент детективного агентства «О. К. О.»
78. 2021 — Я иду тебя искать 2. За закрытыми дверями — Ирина
79. 2021 — Гром среди ясного неба (Украина) — Инга
80. 2021 — Кукловод — Анна Потапова, следователь
81. 2021 — Дом, где сердце (Украина) — Зинаида, жена Фёдора, мать Алисы, мачеха Юлии, бабушка Анастасии
82. 2023 — Эффект домино — психолог
83. 2025 — ВИА «Васильки» — Екатерина Павловна Клюкина, мама Елены

### Озвучивание мультфильмов
1. 2004 — Новогоднее приключение двух братьев
2. 2005 — Капитанская дочка